# Jurupari (mitologia)
Jurupari é um personagem mitológico dos povos indígenas da América do Sul. O povo Mawé retrata Yurupari não apenas como um demônio, mas o próprio Mal, aquele que deu origem a outros demônios (como os Ahiag̃ ou os Mapinguary).
Na época da chegada dos primeiros europeus ao continente (século XVI), Jurupari era o culto mais difundido. Visando a combatê-lo, os missionários católicos passaram a associar Jurupari ao diabo cristão.

## Etimologia
Várias teorias procuram explicar o significado do termo "Jurupari":
- Segundo o tupinólogo Eduardo Navarro, viria do tupi antigo Îurupari, que significa "boca torta" (îuru, "boca" + apar, "torta").[4]
- Segundo o folclorista Luís da Câmara Cascudo, a palavra "jurupari" parece corruptela de "jurupoari", descrita por Couto de Magalhães no curso sobre nheengatu (língua geral) "O selvagem". Na obra, "Jurupari" literalmente é traduzido por "boca, mão sobre; tirar da boca"; che jurupoari - "tirou-me a palavra da boca", ou de iuru (boca) e pari (armadilha de talas para peixes, com que se fecha os igarapés), além de referir aos diversos significados míticos, entre os quais o que corresponde à expressão "ser que vem à nossa rede" (lugar onde dormimos), e "gerado da fruta".[2]
- Segundo o padre Constant Tastevin (1880-1958), apud Faulhaber,[5] o nome "Jurupari" pode corresponder ao nome próprio de um antigo legislador índio, de quem conservam ainda os usos, leis e tradições lembradas nas danças mascaradas de Jurupari. O nome, segundo esse autor, parece significar "máscara", pari, "da boca" ou "do rosto": iu-ru-pari: "meter um pari no próprio rosto".

O dicionário Aurélio reforça a etimologia tupi e o significado de "demônio", estendendo o seu significado a: 
- um peixe de rio, ciclídeo (jeropari, Satanoperca daemon);
- ao macaco-de-cheiro;
- e à planta da família das leguminosas (Eperua grandiflora), que podem ou não ter relações com esse signo mítico, o que é evidente no nome do peixe (Satanoperca daemon ou Satanoperca jurupari).

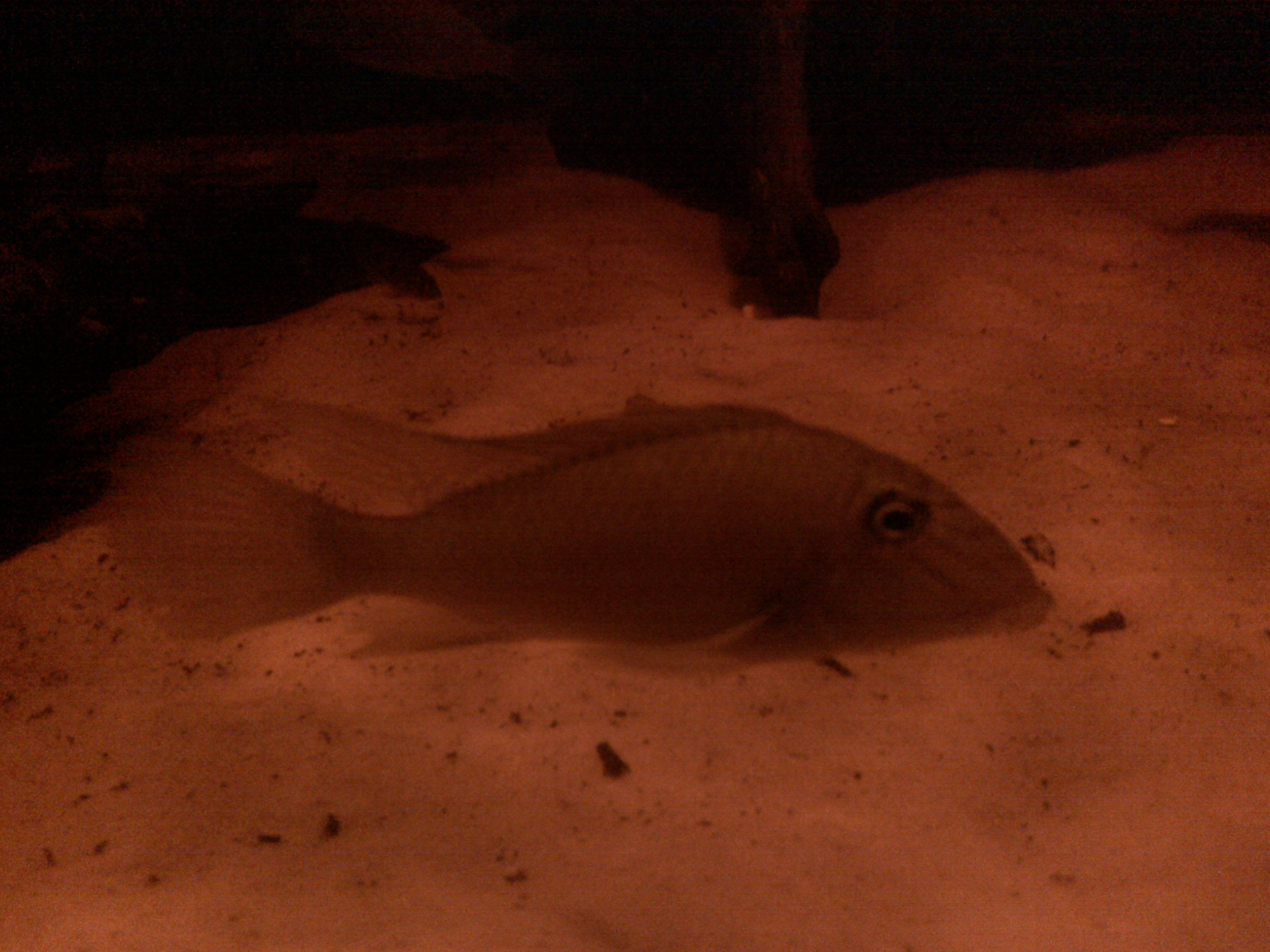
Jurupari também é o nome do peixe Satanoperca jurupari da família Cichlidae

## O Legislador
A primeira versão conta a história de uma índia chamada Ceuci que, tal qual a Virgem Maria, teve uma concepção miraculosa. Conta a lenda que Ceuci estava repousando abaixo de uma árvore e, acometida de fome, comeu seu fruto, o mapati (uacu, em algumas variantes), cuja ingestão era proibida às moças no dia em que estivessem em período fértil. O sumo da fruta teria então escorrido pelo seu corpo nu e alcançado o meio de suas coxas, fecundando-a. A notícia chegou à aldeia, e o conselho de anciãos, diante da revolta do povo, resolveu punir Ceuci com o exílio, onde teve seu filho.
Esta criança, chamada Jurupari, era na verdade o enviado do Sol (Guaraci), pelo qual foi ordenado reformar os costumes dos homens e encontrar uma esposa para ele. Com sete dias de vida, já aparentava ter 10 anos, e sua sabedoria atraiu a atenção de todos, que passaram a ouvir suas palavras e o ensinamento dos novos costumes que o Sol dizia que deveriam seguir. É chamado legislador porque alterou as leis (leia-se costumes) do mundo, transformando-o de matriarcal para patriarcal.
Além de Jurupari/Iurupari, o herói civilizador e Filho do Sol também era conhecido como Izí ("o que se originou da fruta"), Bocan ("Coração Mau" [para os que não seguem sua lei]) e Maasanqueró.

## Demônio dos Sonhos
Na mais conhecida das duas lendas, Jurupari seria, na verdade, o deus da escuridão e do mal, que visitaria os índios em sonhos, assustando-os com pesadelos e presságios de perigos horríveis, impedindo, entretanto, que suas vítimas gritassem - o que, por vezes, causava asfixia. Esta é a mais "provável", já que o significado da palavra Jurupari seja algo como "aquele que cala", "que tapa a boca", ou ainda "aquele que visita nossa rede". Os jesuítas estimularam esta versão da lenda, alguns mesmo dizendo que foram eles que a criaram, sendo imediatamente aceita pelos indígenas, ávidos por uma explicação sobre o porquê de terem pesadelos. Para Câmara Cascudo, essa concepção de criatura dos "pesadelos" é um amálgama de lendas europeias e africanas, inventadas pelas amas de leite para o controle do comportamento das crianças.

## Aparência
Por vezes, é visto como um caboclo medonho que está sempre rindo, aleijão de boca torta, sendo muito cruel e vingativo. Em algumas culturas indígenas, é descrito como uma cobra com braços; em outras, como um índio comum dotado de grande sabedoria e poderes divinos. Já foi descrito como um bebê invisível, ou simplesmente como uma "presença" (espírito).
Em alguns dos mitos que envolvem o jurupari, esse herói morre queimado, e, das suas cinzas, nasce a palmeira de paxiúba (Socratea exorrhiza), uma árvore de cuja madeira são feitos os instrumentos juruparis tocados nesse ritual. Entre os índios tucanos, a flauta (simiômi’i-põrero) é feita da madeira do uacu (Monopteryx angustifolia). Segundo Piedade, é um instrumento sagrado que tem som de trovão, tendo sido utilizado pelos homens para recuperar os instrumentos juruparis que as mulheres haviam roubado.

## Ritual do Jurupari
Além de o nome Jurupari corresponder a uma lenda tupi e a um conjunto de animais e árvores que o mito relaciona entre si, ainda existem diversas variantes desse mito em outras etnias. Corresponde também a um ritual com flautas em que só os homens podem participar, entre os índios do noroeste da Amazônia (Rios Negro e Uaupés), como os tucanos e os tarianas, descrito por Ermanno Stradelli (1852-1926). Outros ritos e mitos também são conhecidos pelo nome de Jurupari, a exemplo dos encontrados nas tribos:
- Tuiucas / (Tucanos)
- Macus /  (Línguas macus)
- Wauja e outras do Parque do Xingu

Segundo descrição de Carvalho do que denomina a "religião de jurupari", na região amazônica alto do Rio Negro, esta compreende um culto secreto masculino, revelado aos iniciados principalmente na segunda iniciação: seus ritos incluem flagelações, uso do tabaco e coca, ilusógenos como o yagé (caapi), e, mais no extremo oeste, também o paricá.

## Ligações Externas
- "Jurupari criou a chuva" Banco de Dados Folha Dez. 2011
- Ermanno Stradelli. "A Lenda dos Taria".  (Tradução de Oswaldo M. RAVAGNANI) Dez. 2011
- "Iandé. Jurupari" Boletim de Histórias - número 11 Dez. 2011